# Nycteris macrotis
Nycteris macrotis es una especie de murciélago de la familia Nycteridae.

## Distribución geográfica
Se encuentra en África Occidental, África central y África Oriental.